# Powiat olkienicki
Powiat olkienicki (lit. Valkininkų apskritis) – jednostka podziału terytorialnego państwa litewskiego istniejąca w latach 1939–1940 na terenie okupowanej Wileńszczyzny. 
Powiat został utworzony w wyniku zajęcia zachodniej połaci województwa wileńskiego przez wojska litewskie w październiku 1939. Tereny te, od września 1939 roku będące pod okupacją Związku Sowieckiego, zostały przekazane Litwie na mocy specjalnej umowy między Moskwą a Kownem. Był to jeden z trzech powiatów powstałych na terenie zajętej przez Litwę Wileńszczyzny. Objął następujące gminy:
- Małe Soleczniki (lit. Šalčininkėlių valsčius)
- Rudziszki (Rūdiškių valsčius)
- Olkieniki (Valkininkų valsčius)
- Turgiele (Turgelių valsčius)
- Orany II (Varėnos II valsčius)
- Ejszyszki (Eišiškių valsčius)[1].

W listopadzie 1939 roku siedzibę władz powiatu, z racji braku odpowiedniej siedziby w Olkienikach, przeniesiono do Oran II. W 1940 powiat został rozwiązany, a jego gminy rozparcelowane między sąsiednie okręgi.